# Egelsee (Lauf an der Pegnitz)
Egelsee ist ein Gemeindeteil der Stadt Lauf an der Pegnitz im Landkreis Nürnberger Land (Mittelfranken, Bayern). Egelsee liegt in der Gemarkung Dehnberg.

## Lage
Die Einöde liegt zwischen der Kreisstraße LAU 8 und Dehnberg.

## Geschichte
Die Nachfolger des Ministerialengeschlechts derer von Tennelberc bzw. Tanneberg (alte Namen für Dehnberg) hatten ihren Sitz in Egelsee, auf einem Anwesen (Turmhügel Egelsee), das ursprünglich ummauert und mit einem Wassergraben gesichert war. 1915 entdeckte man eine quadratische Wallanlage mit Seitenlängen von jeweils 20 Metern und einer Höhe von bis zu 2 Metern. Im Wall fanden sich Mauerreste aus Sandsteinen und Ziegeln. Einwohner berichteten von einem „Wasser-“ oder „Raubschloss“ und von einer Zugbrücke, die das Gebäude mit der direkt vorbeiführenden Straße nach Dehnberg verbunden hatte. Man deutete daher die Anlage als Weiherhaus.
Im 18. Jahrhundert muss an der Stelle ein See gewesen sein, der Egelsee. Im 19. Jahrhundert wurde er aufgefüllt. Im Jahre 1346 hat der Nürnberger Großkaufmann Konrad Groß von Heinrich Oedenberger und seiner Frau Kunigunde „ihr Gesezze bei Tenelberg, genannt der Egelsee mit dem See darumb“ abgekauft. Möglicherweise soll das Schloss schon 1486 zerstört, wieder aufgebaut und im Dreißigjährigen Krieg erneut zerstört worden sein. Nachdem 1957 die letzten Mauerreste beseitigt und 1980 das Gelände eingeebnet wurden, erinnert heute nichts mehr an den ehemaligen Sitz.
Egelsee gehörte zur Gemeinde Dehnberg, die am 1. Januar 1977 in die Kreisstadt Lauf an der Pegnitz eingegliedert wurde.